# Карой Сіття
Карой Сіття (угор. Károly Szittya, 18 червня 1918 — 9 серпня 1983) — угорський ватерполіст.
Олімпійський чемпіон 1952 року, срібний призер 1948 року.